# Brian Kinney
Brian Kinney a Showtime egyik legsikeresebb sorozatának, a Queer As Folknak (A fiúk a klubból) karaktere. Megformálója Gale Harold. 29 évesen mutatkozik be. Bár az első évadot barátja, Michael vezette be (mint narrátor), az igazi hős Brian. A sorozat összes szereplőjére hatással van Kinney, főleg Justinra.

## A karakter
Annak ellenére, hogy Brian látszólag nemtörődöm és erkölcstelen, szereti barátait és sosem hagyja őket cserben, még ha azt nem is úgy teszi, ahogy azt elvárná az ember. Esküvőt tervez Melanie-nak és Lindsay-nek, és lemond szülői jogairól, így a két nő szabadon nevelheti Gust.
Brian rendkívül aktív szexuálisan, gyakran lehet a népszerű melegklub, a Babylon sötétszobájában látni. Legnagyobb félelme a következő: megöregedni és - az ő szavaival - „szaros apává” válni (Gus apjává). Az első részben otthonába invitálja Justint és ott elveszi a fiú szüzességét. Justin dönti el Lindsay és Brian gyermekének nevét is. Az első évad során Brian és Justin kapcsolata nem makulátlan. Kinney elveti az ötletet, miszerint alkossanak egy párt a fiúval, de nem is tudja tagadni, hogy érez valamit iránta s ez meg is nyilvánul: megengedi Justinnak, hogy nála lakjon (mivel szülei kirúgták otthonról); érte megy New York City-be, ahová megszökött; csatlakozik hozzá iskolai rendezvényeken vagy csak egyszerűen beviszi a suliba stb. Miután Justin súlyos sérüléseket szerez egy őt ért támadásban, Brian képtelen szembe nézni vele, a második évad képkockáin azonban segít neki visszatérni a hétköznapokba, mind fizikailag, mind lelkileg. Justin hoz néhány szabályt, amikkel Brian promiszkuitását szeretné korlátozni. Akárhogy is, Justin lesz az, aki megszegi azokat (elveszi egy fiatal fiú szüzességét és randizgatni kezd Ethannal). Brian rosszul érzi magát, de nem mutatja ki. A harmadik évadban mint reklámszakember kerül nehéz helyzetbe. Ugyanis sikereit látván egy homofób polgármester-jelölt felfogadja őt kampányának megszervezésében. Mivel Stockwell promóciója teljesen szexmentes, egyáltalán nem foglalkozik a melegekkel, sőt, támadja őket, Brian úgy dönt, hogy ellenkampányt folytat. Justin közreműködésével elkezdenek plakátokat tenni Pittsburgh legforgalmasabb helyeire. Az ellenkampány miatt Brian elveszti állását, de a negyedik évadban már saját cége, a Kinnetik főnökeként láthatjuk. Később felépül a hererákból. Miután leküzdötte betegségét és részt vett egy kerékpártúrán Torontótól Pittsburgh-ig, Brian újraértékeli életét. Elhatározza, hogy több gondot fordít gyerekére, Gusra, és hogy megkérdezi Justint, vissza akar-e költözni. Az ötödik évadban Justin mégis elköltözik az egoista főszereplőtől, mivel frusztrált annak életvitele miatt. Brian Michaellel is összeveszik. A kapcsolatot csak egy, a már Brian tulajdonában lévő Babylonban történt bombarobbanás hozza helyre, mely során Michael súlyosan megég. Kinney soha nem látott szenvedéllyel és érzelmekkel táplálja Justint. A fiú azonban közli szerelmével, hogy várja New York és egy művészi karrier lehetősége. Még egy utolsó éjszakát együtt töltenek, de örökre szeretni fogják egymást. A jegygyűrűket megtartják, jelképezve szerelmüket (előzőleg történt egy be nem következett esküvő).
Az utolsó rész úgy ér véget, hogy Michael és Brian táncolnak a Babylon romjai között, ami hirtelen visszanyeri eredeti formáját és az összes barát táncol a tömegben (kivéve Justin).

## Népszerűsége
A heteroszexuális és leszbikus nők gyakran tekintették Briant több, mint meleg férfinek, bálványozói pedig több, mint példaképnek. A tudós és kritikus Camille Paglia visszanézte az első részt a Salon.com-on és elmondta, élvezte a show-t: „…főként Gale Harold bámulatos alakítása, a kemény, mint a jég Brian miatt, aki Donatello Dávidját idézte föl bennem.”
A Stanford Egyetemen dolgozó Paul Robinson professzor szerint dicséretes Brian liberális szemlélete. Könyvében, a „Queer Wars”-ban (University of Chicago Press, 2055) így jellemzi a szereplőt: „valaki, aki teljesen felszabadította magát az elnyomó heteroszexuális társadalom alól és az őket való lenézése teszi őt mindenkori meleg hőssé.”
Brian karkötője, a kis kagylókból álló ékszer egyfajta szimbólum lett meleg körökben. A Boy Meets Boy című társkereső valóságshow egyik játékosa szintén viselt ilyet.

## Díjak
2007 novemberében megnyerte 'A legnépszerűbb meleg szereplő a képernyőn' nevű díjat az AfterEllen testvéroldala, az AfterElton jóvoltából.